# 埃米尔·约翰·维舍特
埃米尔·约翰·维舍特（德語：Emil Johann Wiechert，1861年12月26日—1928年3月19日），又译维歇特，是一位德国物理学家、地球物理学家。他是历史上第一个提出过可验证的地球分层结构的模型的地球物理学家，同时也是最先发现阴极射线由粒子流构成的人之一。他也是哥廷根大学历史上首位地球物理学教授，曾教导过卡尔·伯恩哈德·佐普里茨、宾诺·古登堡等后来被世人所熟知的学生。

## 早年
埃米尔·约翰·维舍特于1861年12月26日出生在普鲁士王国普鲁士省苏维埃茨克。在维舍特的父亲去世后，为了能在柯尼斯堡大学学习，他随他的母亲埃米莉一同搬到了哥廷根居住。由于经济上的困难，维舍特与其他同学相比不得不花了更多的时间去完成自己的学业，最终于1889年2月1日获得了博士学位。1890年10月和1896年，维舍特分别获得了特许任教资格和正教授头衔。1898年，维舍特被哥廷根大学任命为历史上首位地球物理学教授。

## 科研生涯
在柯尼斯堡居住期间，维舍特一直致力于研究X射线的性质，成为了最先发现阴极射线由粒子流构成的人之一。他准确地测量了这些粒子的质荷比，但没有进一步解释称这些粒子是一种新的基本粒子——电子。维舍特同时也对地球物理学感兴趣，曾提出过历史上第一个可验证的地球分层结构的模型。他发现地球表面的岩石密度和地球平均密度之间存在着一定差异，随即提出地球有一个质量极大的铁核的结论。这个结论虽然被证实不太准确，但这个模型为维舍特的学生宾诺·古登堡提供了研究基础，随后古登堡于1914年提出了地球有三个分层的结论。
受到菲利克斯·克莱因致力于重建哥廷根大学为国际科研先端中心的影响，维舍特随着他的导师沃耳德玛·福格特一同离开了柯尼斯堡前往哥廷根。维舍特原本想在哥廷根大学任教理论物理学，但由于收到了菲利克斯·克莱因的邀请，维舍特最终于1989年成为了地球物理学的教授。在这里他教导了如卡尔·伯恩哈德·佐普里茨、宾诺·古登堡等后来被世人所熟知的学生。

## 延伸阅读
- 互联网档案馆中埃米尔·约翰·维舍特的作品或与之相关的作品
- Angenheister, G.H., (1928). Emil Wiechert. Nachrichten von der Gesellschaft der Wissenschaften zu Göttingen, Geschäftliche Mitteilungen, 53-62.